# 冗長辯論
冗長辯論（英語：Filibuster，另稱拉布或費力把事拖）是一種議會議事策略，指議會中居于劣勢的政黨甚至單獨一位议员，於無力否决特定法案、人事或達到特定政治目的時，利用必須保障每人基本發言權的議事規則，在會議中進行冗長演講（或利用其他規則漏洞）以拖延會議及表決進程，甚至逼使人數佔優的一方作出讓步。

## 字源
冗長辯論的英文名詞filibuster於1851年首次使用，由西班牙語：（意為海盜或劫掠者）演變而來。這個詞彙亦由法語：演化（由荷蘭語：演變而來）。這個詞語於美國投機者的時代應用，大多於美南州份，打算推翻中部州份政府的人，亦轉移到冗長辯論的使用者，看作掠奪辯論的戰術。
而拉布一詞，其義源自廣州或香港足球圈，指一方領先時，為了保持勝果而消極作賽，拖延時間。一説來源于紗布厰工人在給染色后的布匹拿到曬場拉直晾曬時，由於陽光猛烈且風大，不用掛晾，布匹就已被拉乾。一説來源于球員爲了拖延時間，不斷將足球從球場一邊踢到另一邊，場面如同把一卷布匹拉開。再後來便引申成冗長辯論之意。

## 觀點
冗长辩论有助少數派議員的立場得以彰顯，亦可以阻撓獲多數議席的黨派支持但不得民心的議案，逼他們改期再討論立法，或現階段取消提案。或者地方政府多數黨支持但中央反對的行為。
反對冗长辩论的人士認為，此行為耗費社會成本，妨礙施政，濫用民主制度，癱瘓政府。

## 例子
民選議會裏也有用「冗长辩论」策略以拖延法案通過，下列舉出一些事例。

### 美國
冗长发言也叫无限制演讲、无休止演讲，是美国参议员的特权，少数党议员用它来作为阻碍议事日程，拖长整个议会辩论过程，拖到所有议员无法支撑下去，最终使议案胎死腹中。而在众议院中，尽管众议员的发言时间和内容长度被限制，但众议院政党领袖拥有被称为魔法分鐘的豁免，可以不受此限制。
藉冗长辩论於美國國會聯邦參議院是合法的議事方式。发言人须站在那里滔滔不绝一直講話，不能進餐，也不能如厕。演讲内容可以是任何题目，甚至念电话簿也可以，只要不停下来就行。曾有參議員拿《聖經》、《美国宪法》、《美国独立宣言》、《世界人权宣言》、《莎翁名著》，甚至食譜來朗读。美國參議院在1917年加入規程辯論終結，之後再在1949、1959及1975年修訂過。參議院議席3/5（或以上）的人數通過便可終結辯論（參議員缺席不超过一人时则为60人）。
2025年4月，美国新泽西州的联邦参议员科里·布克进行了25小时4分钟的冗长演讲，并且持续抨击时任总统唐纳德·特朗普的政策（而非像以往出现的冗长演说会出现念电话簿或是童话的情况）。该冗长演说打破了1957年8月的斯特罗姆·瑟蒙德对1957年民权法案的冗长演说的记录。
为了阻拦《1964年民权法案》，南方的民主党参议员们还曾进行过75小时的冗长发言，其中，罗伯特·伯德一人演讲了14小时零13分钟。伯德后来为自己当年反对民权法案道歉。
2013年11月，由民主党控制的参议院以52对48票通过规则，规定对于所有行政任命和除最高法院大法官以外的法官任命，仅需超过半数投票便可强行停止冗长发言，在此之前强行停止冗长发言需要3/5的票数。2017年4月，由共和党控制的参议院以52对48票通过规则，规定对于最高法院大法官的任命，仅需超过半数投票便可强行停止冗长发言。这些规定被称为“核选项”。

### 加拿大
2011年6月在加拿大国会中，加拿大新民主黨议员曾發起達58小时的冗长辩论，藉以拖延通过邮务工人复工议案。結果議案得到通過。

### 香港
在香港立法會全体委员会、财务委员会及其下属小组委员会，自2012年梁振英當選及成為香港行政長官後，多次發生冗長辯論（香港粵語通稱拉布），泛民主派議員以此政治手段對抗政府「不義」政策。
其後因為部分議事規則逐步修改，該策略相應發展為動議大量修正案，從而獲得數量相當的發言時間而達到拖延爭議議案之效。後來有部分議員將該策略發展為，在出席人數不足時，要求清點法定人數，以召回缺席議員及拖延會議進程，香港立法會曾出現7個多小時會議期間，因出席人數不足，清點人數以及等待人數時間長達4個小時。缺席會議導致法定人數不足而流會，迫使會議順延至下一會議日，亦是該策略的一部分。
泛民主派多次在立法會工務小組委員會及立法會財務委員會上因政府推动不得民心的大白象工程为由拉布，認為部份被剪布通過之議案存在疏忽，例如2010年通過之高鐵撥款議案，最終在2015年確認至少延誤兩年及超支200億，被質疑為虧本工程。發展局認為，非因工程太多濫竽充數，導致成本上升、延誤及偷工減料，反而歸因於拉布，根據發展局統計，27項於2013年至2014年度提出的基本工程項目撥款申請中，因為未能夠獲得立法會工務小組委員會或者財務委員會審議，導致工程平均延遲半年展開，項目费用因而增加約25億港元。
現時，建制派批評泛民主派拉布，他們認為泛民主派浪費議會時間。然而，香港拉布始祖是建制派，拉布行為曾被建制派稱為「完全可以接受」。1999年12月，香港政府提出的《提供市政服務（重組）條例》進行二讀，內容為解散民選的市政局及區域市政局。因部分建制派議員缺席，引致未有足夠票數支持議案。民建聯為確保建制派有足夠票數，用拉布拖延議案表決至翌日，令先前缺席者可投票支持殺局。雖然民主派譴責拉布，民建聯議員劉江華為行動辯護，稱 「（拉布）在一個議會來說，這是完全可以接受的。」

### 中華民國（臺灣）
臺灣省議會設立期間，有16位議員以輪番上陣方式展開一天半馬拉松式聯合總質詢。立法院的政黨間也經常互相杯葛議事，但並無以馬拉松式演說或質詢以阻擋法案的規定，因為根據《立法院議事規則》第三十條，立法委員在立法院發言的時間是有限制的，取而代之是以鬥毆以及其他方式癱瘓或拖延議事進行，如佔領主席台，阻礙法案的表決，甚至造成鬥毆事件。
2017年11月20日，勞基法修正草案審查過程中，時代力量籍立法委員徐永明以冗長發言僵持11小時後，被民主進步黨籍委員陳明文、蘇震清架離議事現場終結。同月23日，在立法院社福衛環委員會擔任召委的民進黨籍立法委員林靜儀，欲在當日即完成勞基法修正案審查出委員會，然而早上先是又被時代力量籍委員徐永明佔領發言臺杯葛迫使更換會議室，下午又遭中國國民黨黨團提案，不得限制委員發言時間及次數，由於民進黨意外在表決中輸給國民黨，隨即國民黨籍委員陳宜民、蔣萬安開始連續發言，其中蔣萬安更是發言連續超過2小時迫使召委宣佈散會。

### 馬來西亞
在2015年4月7日，馬來西亞內政部在國會下議院提出備受爭議的《2015年防範恐怖主義法案》（簡稱反恐法案）。法案進入三讀時，在野黨人民联盟議員在要求政府撤回或修正反恐法案不果以後，曾使出冗長辯論，拖延議會通過反恐法案的時間。马来西亚社会主义党在再也古玛（Michael Jeyakumar Devaraj）提出動議之下，要求撤回法案送交國會特別委員會檢討，爾後4名人民聯盟議員哈尼巴邁丁、黃基全、林立迎及沈志勤也輪流援引議會常規第57（2）條文動議修正反恐法案不同條文，包括廢除2年未審先扣，改由警監扣留並由高等法庭延扣14天、廢除權力過大的調查官一職等，但皆遭到駁回。

掌握下議院多數議席的執政黨國民陣線使出停鐘方式，將議會時鐘在凌晨12點前凍結時間繼續議會，使原應在4月6日晚上9點半休會的下議院，直至次日凌晨2點25分才休會。經過13小時的辯論時間，最終議會採取記名投票方式以79票對60票，執政聯盟國民陣線以佔議會大多數強行通過反恐法案。

### 大韓民國（南韓）
2016年，韓國國會辯論審議《國民保護公共安全為限恐怖主義防止法》（韓語：국민보호와 공공안전을 위한 테러방지법），反對黨共同民主黨議員李鍾杰（韓語：이종걸）於國會發表12小時的冗長辯論阻攔議案通過，連同其他38名議員共拉布192小時，惟最後反對黨主動停止而失敗。

### 西班牙
2017年加泰隆尼亞有意尋求獨立並引發西班牙方面政治動盪的過程中，統派議員分別花11個小時（2017年9月6日）以及3個小時（2017年10月27日）的辯論來阻止獨立公投進行以及宣布獨立，雖然此一應對以失敗收場，但議會也在幾小時後被解散，並在2017年12月21日重新舉行加泰隆尼亞議會選舉。

## 外部連結
- Filibustering （页面存档备份，存于） - BBC News （英文）
- Filibuster and Cloture （页面存档备份，存于） - U.S. Senate （英文）